# Mobridge (Dakota del Sur)
Mobridge es una ciudad ubicada en el condado de Walworth en el estado estadounidense de Dakota del Sur. En el Censo de 2010 tenía una población de 3465 habitantes y una densidad poblacional de 709 personas por km². Se encuentra a la orilla del río Misuri. 

## Geografía
Mobridge se encuentra ubicada en las coordenadas 45°32′28″N 100°26′8″O / 45.54111, -100.43556. Según la Oficina del Censo de los Estados Unidos, Mobridge tiene una superficie total de 4.89 km², de la cual 4.89 km² corresponden a tierra firme y (0%) 0 km² es agua.

## Demografía
Según el censo de 2010, había 3.465 personas residiendo en Mobridge. La densidad de población era de 708,98 hab./km². De los 3.465 habitantes, Mobridge estaba compuesto por el 75.67% blancos, el 0.17% eran afroamericanos, el 20.46% eran amerindios, el 0.38% eran asiáticos, el 0% eran isleños del Pacífico, el 0.17% eran de otras razas y el 3.15% pertenecían a dos o más razas. Del total de la población el 0.78% eran hispanos o latinos de cualquier raza.